# 三川村 (千葉県)
三川村（さんがわむら）は、千葉県海上郡に存在した村。旭市の地名として現存する。

## 地理
- 現在の旭市の東部、旧飯岡町の西部に位置する。
- 村は太平洋に面している。
- 村域は台地と平地が入り組む谷戸が多い地形になっている。

## 歴史
- 1889年（明治22年）4月1日 - 町村制施行に伴い、三川村、権田沼新田が合併して発足。
- 1954年（昭和29年）3月31日 - 飯岡町、豊岡村の一部（塙）と合併し、改めて飯岡町が発足。同日三川村廃止。
- 1957年（昭和32年） - 飯岡町のうち旧村域の一部（三川の一部）が海上町に編入。
- 1958年（昭和33年） - 飯岡町のうち旧村域の一部（三川の一部）が銚子市に編入。

| 1868年 以前 | 1868年 以前  | 明治22年 4月1日 | 昭和29年 3月31日 | 昭和32年      | 昭和33年      | 平成17年 7月1日 | 現在   |
| ----------- | ------------ | --------------- | ---------------- | ------------- | ------------- | --------------- | ------ |
|             | 三川村       | 三川村          | 飯岡町           | 飯岡町        | 飯岡町        | 旭市            | 旭市   |
|             | 権田沼新田   | 三川村          | 飯岡町           | 飯岡町        | 飯岡町        | 旭市            | 旭市   |
|             | 三川村の一部 | 三川村          | 飯岡町           | 海上町 に編入 | 海上町        | 旭市            | 旭市   |
|             | 三川村の一部 | 三川村          | 飯岡町           | 飯岡町        | 銚子市 に編入 | 銚子市          | 銚子市 |

## 人口・世帯

### 人口
総数 [単位： 人]
| 1891年（明治24年） | 1,990 |
| 1954年（昭和29年） | 1,903 |

### 世帯
総数 [単位： 世帯]
| 1954年（昭和29年） | 534 |

## 交通

### 道路
- 二級国道
  - 国道126号